# Перекрёстный огонь (фильм, 2021)
«Перекрёстный огонь» (кит. 怒火, англ. Raging Fire) — гонконгский боевик 2021 года Бенни Чана, его последняя режиссерская работа. Донни Йен сыграл в фильме принципиального полицейского, которому придётся противостоять своему бывшему коллеге, одержимому жаждой мести.
Фильм вышел на экраны материкового Китая 30 июля 2021 года, в Гонконге — 19 августа 2021 года.

## Сюжет
Чён Сунпон — старший инспектор регионального отдела по борьбе с преступностью, который многие годы работает на улицах и раскрыл немало крупных дел. Тем не менее, он считается изгоем из-за принципиальной честности и несогласия идти на компромисс с собственной совестью. Его протеже, Яу Кон-нгоу, уважает начальника, но не против поступиться правилами в достижении целей. В результате ради спасения заложника, имея приказ суперинтенданта Ситхоу Кита, Кон-нгоу и его подчинённые пытают и убивают подозреваемого. Свидетелем убийства оказывается Сунпон, который подтверждает в суде доводы обвинения. Кит отказывается признать, что приказал полицейским использовать любые методы, чтобы спасти похищенного банкира, и сам банкир не помогает спасителям, в результате они оказываются в тюрьме среди тех же преступников, которых ранее туда отправили. Через четыре года они выходят на свободу, одержимые жаждой мести, и сталкиваются с бывшими коллегами в смертельной битве.

## В ролях
- Донни Йен — старший инспектор Чён Сунпон
- Николас Це — бывший полицейский и протеже Сунпона
- Цинь Лань[англ.] — жена Сунпона
- Патрик Тхам[англ.] — начальник и друг Сунпона

## Музыка
Главная песня фильма, Confrontation (кит. 對峙), написана и исполнена Николасом Це на слова Кенни Со. Также к фильму была выпущена кавер-версия песни A Real Man (真的 漢子), посвящённая режиссеру Бенни Чану; изначально её написал и исполнил Джордж Лам на слова Чэна Квок-кона. Новую версию исполнили Энди Лау, Донни Йен, Ву Цзин, Ник Чун и Джордан Чан, а Кит Чан внёс некоторые изменения в текст.

## Производство
Анонс фильма состоялся на Hong Kong Film & TV Market (FILMART) в 2019 году. Продюсер и актёр фильма Донни Йен рассказал, что изначально ленту планировалось снимать в другой стране, но он убедил сопродюсера и режиссера Бенни Чана провести съёмки в Гонконге. Производство началось в апреле того же года. 6 мая 2019 года была снята сцена, в которой Йен прыгает с балкона, для чего актёра подвесили на тросах на два часа. Церемония благословения фильма состоялась 23 июля 2019 года на построенной на Пекин-роуд киностудии Quarry Bay. На церемонии присутствовали глава Emperor Group Альберт Еун, Бенни Чан, Донни Йен и остальные актёры и съемочная группа. Съёмки завершились в сентябре 2019 года.
23 августа 2020 года режиссер Бенни Чан умер от рака носоглотки. Сообщалось, что он почувствовал себя плохо на съёмках, позже была диагностирована болезнь. Чан выполнил свои обязанности как режиссёр, но не смог принять участие в пост-продакшене из-за болезни.

## Выпуск
Фильм вышел на экраны материкового Китая 30 июля 2021 года. Затем прошёл ограниченный прокат в США, стартовавший 13 августа 2021 года. В кинотеатрах Гонконга фильм появился 19 августа 2021 года.

## Сборы и отзывы

### Сборы
По состоянию на 10 октября 2021 года мировой прокат фильма принёс создателям 225 млн долларов США, в том числе сборы в Гонконге составили 3,3 млн долларов, в Китае — 221,2 млн долларов, Северной Америке — 368 301 доллар, Австралии — 54 211 долларов, Новой Зеландии — 2 417 долларов, на Тайване — 172 558 долларов.
В Гонконге фильм дебютировал на втором месте, собрав 7 592 576 гонконгских долларов (974 544 доллара США) за первые четыре дня проката. За вторую неделю фильм собрал 8 775 780 гонконгских долларов, заняв первое место в прокате и в общей сложности достигнув планки в 16 368 356 гонконгских долларов (2 101 717 долларов США). За третью неделю фильм собрал ещё 5 271 353 гонконгских доллара. В четвертую неделю фильм оставался на втором месте с результатом 2 749 226 гонконгских долларов. За пятую неделю фильм собрал 1 049 458 гонконгских долларов, заняв 5-е место, и имея общие сборы 25 435 312 гонконгских долларов (3 268 144 долларов США.
В Китае фильм деьютировал на первом месте, собрав 40,5 млн долларов США в первые три дня проката. Он оставался лучшим по сборам следующие три недели, суммарно собрав 157,9 млн долларов. На пятой неделе его сместил на второе место только что вышедший фильм «Главный герой»К концу восьмой недели фильм опустился на третью строчку с результатом 8,8 млн долларов и имея суммарные сборы в 209,7 млн долларов.

### Отзывы
Мэтью Монагл из австралийского издания Austin Chronicle дал фильму 4 из 5 звезд и похвалил актёрскую игру и боевые эпиходы, а также провёл параллели с фильмом Майкла Манна «Схватка» Лим Лянь-ю из Yahoo! Singapore оценил фильм в 3,5 из 5 звезд, охарактеризовав его как «126 минут взрывного экшна, которые непременно развлекут и заставят смотреть на экран безотрывно». Эдмунд Ли из South China Morning Post поставил фильму оценку в 3 из 5 звезд, назвав его «лучшим из того, что может предложить гонконгский боевик», но отметив в качестве недостатков нелогичный сюжет и грубый сценарий.
Дж. Аллен Джонсон из San Francisco Chronicle похвалил боевые сцены фильма, но негативно оценив экспозиции, которые сделали действие затянутым. Кэри Дарлинг из Houston Chronicle похвалила режиссерскую работу Бенни Чана и «захватывающую» хореографию боевых сцен. Анна Смит из Deadline Hollywood описала фильм как «завершенный визуальный шедевр с детальной боевой хореографией и мощной физической подготовкой», отмечая при этом его недораскрытие персонажей и чрезмерное использование ретроспективы.
Марк Зирогианнис из журнала Taekwondo Life Magazine писал, что «…в последней режиссерской работе Бенни Чана, Йен демонстрирует стороны своей личности как звезды боевиков и драматического актера, достигая отличного результата. Его драматическая игра имеет тот же уровень, что и боевое мастерство, и эти элементы в совокупности делают этот фильм превосходным».